# Astérix le Gaulois (film)
Pour les articles homonymes, voir Astérix (homonymie).
Série Astérix en animation
Astérix et Cléopâtre
(1968)
Pour plus de détails, voir Fiche technique et Distribution.
Astérix le Gaulois est un film d'animation franco-belge réalisé par Ray Goossens et sorti en 1967. Il est adapté de la bande dessinée du même nom de René Goscinny et Albert Uderzo parue en 1961.

## Synopsis
En 50 avant J.-C., Jules César a conquis toute la Gaule sauf un petit village d'irréductibles Gaulois, entouré de camps retranchés romains, situé en Armorique. Dans ce village, les guerriers, parmi lesquels Astérix et Obélix, résistent à l'envahisseur romain grâce à la potion magique, préparée par le druide Panoramix, qui leur donne une force surhumaine.
Le centurion du camp de Petibonum, Caius Bonus, veut découvrir le secret de la force surhumaine des irréductibles Gaulois pour devenir empereur à la place de César. Il envoie donc un espion, Caligula Minus, grimé en Gaulois, pour le découvrir. Bien que finalement démasqué par Astérix, Caligula Minus réussit à s'enfuir après avoir bu de la potion magique, et annonce sa découverte au centurion.
Celui-ci envoie ses légionnaires capturer Panoramix dans la forêt pour l'obliger à lui livrer le secret de la potion magique, mais le druide refuse. Au village, ne voyant pas rentrer Panoramix, Astérix part à sa recherche et rencontre un marchand de bœufs désespéré, qui lui dit avoir vu un druide emmené dans un filet vers le camp de Petibonum. Bien qu'il n'ait pas bu de potion magique depuis longtemps, Astérix se fait introduire par le marchand dans le camp de Petibonum et se fie à sa ruse pour délivrer Panoramix.
Après avoir retrouvé le druide, il se fait capturer aussi par les Romains, mais les deux Gaulois ont quelques idées en tête pour s'amuser aux dépens de Caius Bonus et ses hommes. Alors qu'Astérix simule d'horribles souffrances sous la torture, Panoramix feint d'accepter de faire de la potion magique aux Romains. Après une cueillette surveillée en forêt, le druide commence à préparer sa potion lorsqu'il annonce qu'il lui manque un ingrédient important : des fraises, alors que ce n'est plus la saison. Caius Bonus envoie ses légionnaires en chercher, mais seul Tullius Octopus parvient à rapporter des fraises, achetées à prix d'or à un marchand grec. Le centurion s'empresse d'apporter les fraises à Astérix et Panoramix, qui les mangent toutes devant lui avant d'en réclamer d'autres, puis de préciser que la potion sera moins bonne sans les fraises. Panoramix reprend sa préparation et propose à Caius Bonus de goûter la potion. Sauf que celui-ci se méfie, craignant que ce ne soit du poison. Astérix se propose de goûter devant lui, mais le centurion refuse, craignant que le Gaulois ne profite de la situation pour s'échapper. C'est alors que le marchand de bœufs apparait – Caius Bonus l'incite à goûter la potion et à en tester les effets sur Astérix ; ce dernier feint de tomber assommé, tandis que les Romains goûtent au breuvage.
Caius Bonus ordonne à Panoramix de lui écrire la recette de la potion et prévoit de supprimer les deux Gaulois, puis il veut essayer sa nouvelle force mais ne parvient pas à soulever un tronc d'arbre, puis un gros rocher juste un tout petit. C'est alors qu'il voit que lui et ses hommes ont leurs cheveux et leurs barbes poussant à grande vitesse. Panoramix lui révèle alors que ce n'est pas de la potion magique, mais une lotion capillaire très puissante qu'il a préparée aux Romains. Alors que le camp de Petibonum devient un grand salon de coiffure, Caius Bonus se résout à négocier avec ses prisonniers gaulois : en échange d'un contrepoison à la lotion capillaire, il accepte de leur rendre la liberté en apparence (puisqu'il prévoit toujours de les supprimer). Panoramix accepte, car les effets de la lotion capillaire disparaitront bientôt. Après avoir réuni tous les ingrédients, Astérix et Panoramix se rendent dans une tente pour préparer le « contrepoison » – qui est en fait un potage aux légumes –, ainsi qu'une petite marmite de vraie potion magique pour qu'ils puissent s'échapper.
Après avoir fait goûter le contrepoison à Astérix, Caius Bonus et ses hommes se ruent sur la marmite, puis le centurion ordonne qu'on se saisisse des Gaulois. Astérix, qui vient de boire de la potion magique, neutralise Marcus Sacapus, le bras droit de Caius Bonus et plusieurs Romains, puis s'enfuit avec Panoramix vers la sortie du camp, mais il est encerclé de toutes parts par des légions romaines. Caius Bonus est sur le point de capturer à nouveau Astérix et Panoramix, mais il est demandé d'urgence dans sa tente par Jules César en personne, venu voir où le centurion en était avec les irréductibles Gaulois. Celui-ci l'informe de la situation actuelle et César demande à voir les deux Gaulois. Astérix révèle alors à César les intentions de Caius Bonus : obtenir la recette de la potion magique pour avoir une force surhumaine et devenir empereur. Par la suite, César envoie Caius Bonus et ses hommes en Mongolie inférieure pour s'occuper des Barbares, puis il libère Astérix et Panoramix qui retournent enfin au village, accueillis en héros par les autres villageois. Un grand banquet a lieu pour célébrer ce succès des irréductibles Gaulois sur les Romains.

## Fiche technique
- Titre original : Une aventure d'Astérix : Astérix le Gaulois
- Réalisation : Ray Goossens
- Scénario : Willy Lateste, Jos Marissen, László Molnár d'après l'œuvre de René Goscinny et Albert Uderzo
- Direction artistique : Claude Lambert et Michou Wiggers
- Animation : Willy Lateste (supervision)
- Photographie : Georges Lapeyronnie, François Léonard, Étienne Schürmann
- Montage : François Ceppi, Jacques Marchel, László Molnár
- Musique : Gérard Calvi
- Production : Raymond Leblanc
- Budget : environ 1,2 million de dollars[1] (soit environ 9 millions en 2024[2])
- Sociétés de production : Dargaud, Belvision
- Sociétés de distribution : Athos Films (France), Ciné Vog Films (Belgique)
- Pays d'origine :  France,  Belgique
- Langue originale : français
- Format : Couleurs - 35 mm - 1,37:1 - Son mono
- Genre : animation, comédie
- Durée : 68 minutes
- Dates de sortie[3] : 
  - France : 20 décembre 1967
  - Belgique : 23 décembre 1967
  - Québec : 24 décembre 1968

## Distribution

### Voix originales
- Roger Carel : Astérix, Caligula Minus et un légionnaire
- Jacques Morel : Obélix
- Pierre Trabaud : Marcus Sacapus et un légionnaire
- Robert Vattier : voix additionnelles
- Lucien Raimbourg : Panoramix
- Michel Puterflam : voix additionnelles
- Bernard Lavalette : le narrateur
- Maurice Chevit : Claudius Catilus, le bourreau et un soldat romain
- Pierre Tornade : Abraracourcix, le marchand de bœufs, Caius Bonus et un légionnaire
- Georges Carmier : voix additionnelles
- Jacques Jouanneau : Assurancetourix
- Jacques Mauclair : Jules César
- Yves Brainville : voix additionnelles
- Henri Labussière : voix additionnelles

Direction artistique : Claude Dupont
Dialogues : Willy Lateste, Jos Marissen et Laszlo Molnar
Sources : Planète Jeunesse, Allodoublage, Doublanim’, RS Doublage, Allociné et sur le site officiel Astérix.com

## Chansons du film
- Je suis un marchand de bœufs - le marchand de bœufs (Pierre Tornade)
- Je suis un marchand de bœufs (reprise) - le marchand de bœufs (Pierre Tornade)

## Autour du film
- Au cours des années 1960, Jean Dejoux un chercheur à la RTF, met au point le procédé de l'animographe et le présente aux deux auteurs, Goscinny et Uderzo. Séduit par le procédé, Georges Dargaud, le directeur du journal Pilote, entreprend en 1967 l'adaptation de l'album Astérix le Gaulois, produit par les studios Belvision.
- Tenus à l'écart lors de l'élaboration du projet, les créateurs d'Astérix, Albert Uderzo et René Goscinny, n'ont découvert l'existence du film que lors d'une projection privée. Ce sont Georges Dargaud, leur éditeur, et Raymond Leblanc, le PDG des studios Belvision et des éditions du Lombard, qui ont mené à bien ce projet sans leur en faire part[10]. Deux autres dessins animés ont par la suite été préparés en même temps[pas clair] : La Serpe d'or et Le Combat des chefs. Déçus par le résultat du premier opus, Albert Uderzo et René Goscinny ont exigé la destruction des deux autres films et ont imposé d'être partie prenante dans l'élaboration du long-métrage suivant, Astérix et Cléopâtre[11].
- Les humains dans la bande dessinée ont cinq doigts mais ils n'ont que quatre doigts dans le film. C'était une technique courante en animation utilisée par les dessinateurs pour gagner du temps.
- Le film est sorti en DVD en France le 16 janvier 2008.
- Les deux autres grandes séries de la BD francophone ne feront leur apparition que bien plus tard sur le grand écran, en 1971 pour Lucky Luke et en 1972 pour Tintin et le Lac aux requins.